# Vysoké Březno
Vysoké Březno (německy Oberpriesen) je osada, která je součástí obce Malé Březno v okrese Most v Ústeckém kraji. Nachází se v nadmořské výšce 263 metrů, asi 7 km jihozápadně od centra města Mostu. Obcí prochází silnice III. třídy č. 25120 přes Malé Březno do Hošnic. Na katastr Vysokého Března ze severu těsně navazuje těžba Dolu Vršany.

## Historie
První písemná zmínka o Vysokém Březně pochází z roku 1460. Před rokem 1848 byla jako majetek města Mostu součástí městského panství Kopisty. Po roce 1850 se stala samostatnou obcí v okrese Most. V roce 1960 bylo Vysoké Březno připojeno k Malému Březnu jako jeho osada.

## Obyvatelstvo
Při sčítání lidu v roce 1921 ve vsi žilo 181 obyvatel (z toho 84 mužů), z nichž bylo deset Čechoslováků, 163 Němců a osm cizinců. Kromě jednoho žida a jednoho člena církve československé byli římskými katolíky. Podle sčítání lidu z roku 1930 měla vesnice 159 obyvatel: 22 Čechoslováků a 137 Němců. Až na čtyři evangelíky se hlásili k římskokatolické církvi.
|                                                                      | 1869 | 1880 | 1890 | 1900 | 1910 | 1921 | 1930 | 1950 | 1961 | 1970 | 1980 | 1991 | 2001 | 2011 |
| -------------------------------------------------------------------- | ---- | ---- | ---- | ---- | ---- | ---- | ---- | ---- | ---- | ---- | ---- | ---- | ---- | ---- |
| Obyvatelé                                                            | 159  | 160  | 209  | 179  | 205  | 181  | 159  | 79   | 61   | 68   | 74   | 22   | 22   | 30   |
| Domy                                                                 | 20   | 22   | 23   | 23   | 24   | 24   | 29   | 25   | .    | 15   | 15   | 15   | 13   | 13   |
| Počet domů z roku 1961 je zahrnut v domech místní části Malé Březno. |      |      |      |      |      |      |      |      |      |      |      |      |      |      |

## Pamětihodnosti
V osadě se nachází kaple svatého Antonína Paduánského, která pochází z 19. století. V letech 1998–1999 proběhla její oprava. U kaple stojí sousoší s Bolestnou Pannou Marií a Kristem Trpitelem z roku 1744.